# Podłęże (Jaworzno)
Podłęże – osiedle mieszkaniowe położone w dzielnicy Śródmieście składające się z trzech części: tzw. Podłęże I, II i III. Osiedle należy do jednych z najbardziej rozbudowanych i największych w Jaworznie. W pobliżu znajduje się podłęski las oraz park.

## Zabytki
- Kościół parafialny pod wezwaniem św. Barbary
- W podłęskim lesie pomnik pomordowanych w latach 1945–1956 więźniów Centralnego Obozu Pracy w Jaworznie na Osiedlu Stałym.

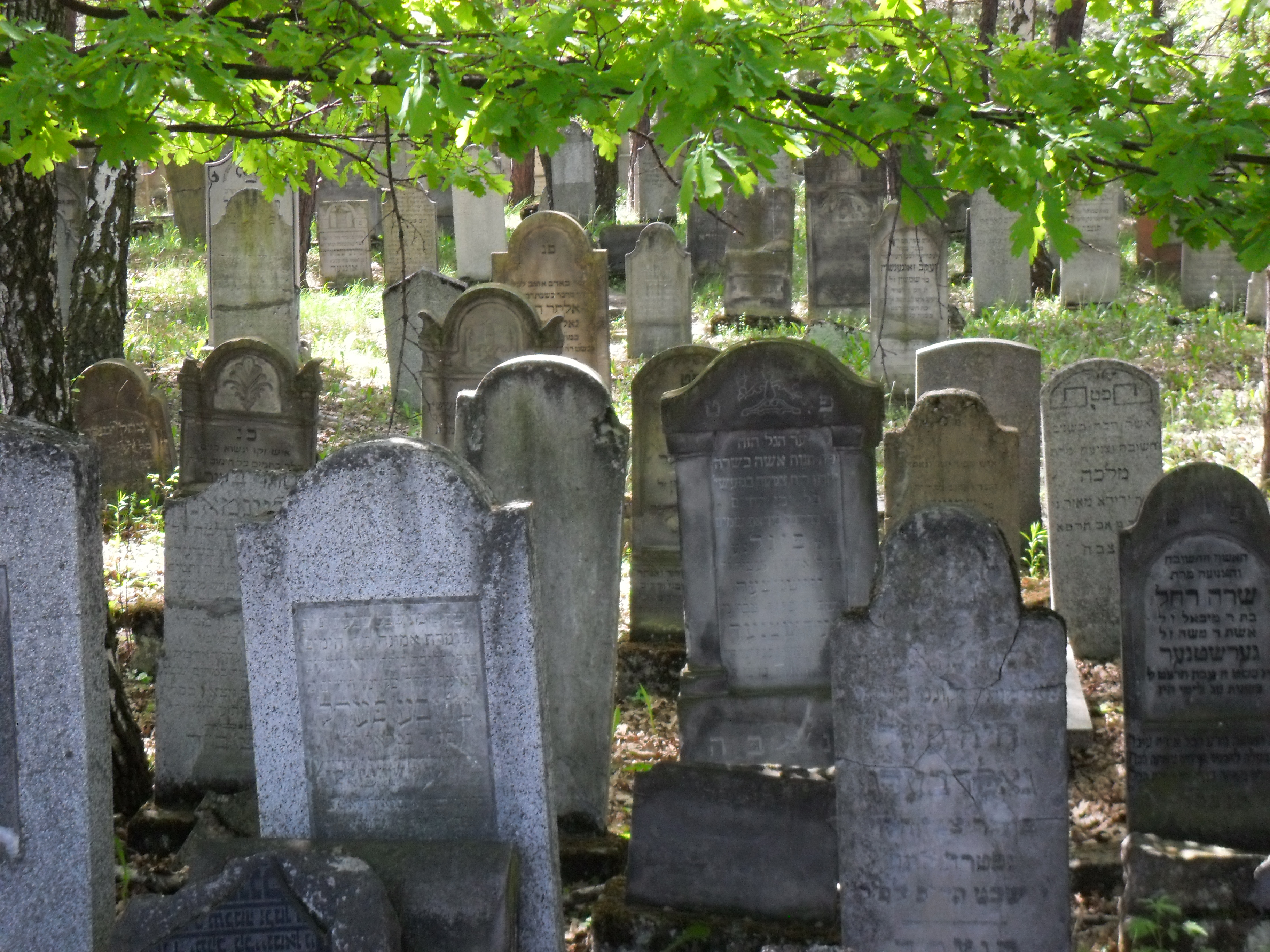
Cmentarz żydowski w Jaworznie (Podłęże)

- Cmentarz żydowski

## Inne obiekty i miejsca
- Pierwsza w Polsce Velostrada (z wiaduktem nad Aleją Marszałka Józefa Piłsudskiego), w dawnym śladzie linii kolei piaskowych
- Park „Podłęże”
- Skatepark w Parku „Podłęże”
- Klub Młodzieżowy MCKiS „Podłęże”
- Targowisko „Manhattan-Podłęże” (tzw. „Stary Manhattan”)
- Centrum handlowe „Pawilon 72”
- Stacja benzynowa „Circle K”
- Miejskie Centrum Medyczne „Podłęże”

### Edukacja
- Żłobek i przedszkole „100 Bajek” w Jaworznie
- Przedszkole Miejskie nr 27 im. Majki Jeżowskiej
- Szkoła Podstawowa nr 15 im. Jana Brzechwy
- Szkoła Podstawowa nr 7 z Oddziałami Integracyjnymi im. Marii Skłodowskiej-Curie
- Szkoła Podstawowa nr 2 im. Orła Białego
- Liceum Ogólnokształcące nr 3 im. Orła Białego
- Ośrodek Dydaktyczny Górnośląskiej Wyższej Szkoły Handlowej